# Salzwiese Seckertrift
Die Salzwiese Seckertrift ist ein Naturschutzgebiet in der niedersächsischen Gemeinde Jerxheim in der Samtgemeinde Heeseberg im Landkreis Helmstedt.
Das Naturschutzgebiet mit dem Kennzeichen NSG BR 011 ist etwa 17 Hektar groß und zum großen Teil Bestandteil des FFH-Gebietes „Heeseberg-Gebiet“. Das Gebiet steht seit dem 22. Juli 2014 unter Schutz (Datum der Verordnung: 16. Juli 2014). Es ersetzt das zum 2. Januar 1977 ausgewiesene, gleichnamige Naturschutzgebiet (Datum der Verordnung: 14. Dezember 1976), das seinerseits ein im Juni 1969 ausgewiesenes Landschaftsschutzgebiet ersetzte. Zuständige untere Naturschutzbehörde ist der Landkreis Helmstedt.
Das Naturschutzgebiet liegt südöstlich von Jerxheim. Es stellt eine in einer etwa 500 Meter langen und bis zu 250 Meter breiten Senke natürlich entstandene Binnensalzstelle unter Schutz. Die Binnensalzstelle ist eine ökologische Besonderheit mit einer für das Binnenland außergewöhnlichen Tier- und Pflanzenwelt. Sie verdankt ihre Entstehung einem in etwa 200 Meter Tiefe anstehenden Salzhut aus Zechsteinsalz. Aus diesem steigt salzhaltiges Grundwasser auf und bedeckt zeitweise in offenen Lachen die Oberfläche, so dass hier Salzwiesen und versumpfte, salzhaltige Bereiche zu finden sind. Daran schließen sich Brachflächen an, die seit der Erweiterung des Schutzgebietes im ebenso wie angrenzende Ackerflächen in das Schutzgebiet einbezogen sind. Das Naturschutzgebiet wird von einem naturfernen Graben durchzogen, der in die Seebeek mündet. Das Wasser des Grabens ist ebenfalls salzhaltig.
Die Salzstelle ist Lebensraum für salztolerante Pflanzen (Halophyten) und Pflanzengesellschaften und entsprechend angepasste Tiere. So finden sich z. B. Quellerfluren, Salzschwadenrasen und Brackwasser-Röhrichte mit Echtem Sellerie, Strandaster, Milchkraut, Salzbinse, Gewöhnlichem Salzschwaden, Gewöhnlichem Kurzährenqueller, Salzbunge, Salzschuppenmiere und Gezähntem Steinklee. Auf Brachflächen am Rande des Schutzgebietes siedelt teilweise Andelrasen. Am Rande der Salzstelle wachsen halbruderale Gras- und Staudenfluren. Ferner befindet sich eine Streuobstwiese im Schutzgebiet.
Das Naturschutzgebiet ist für Besucher von einer Beobachtungsplattform aus erlebbar, die über einen Holzbohlenweg erreichbar ist.